# Antonello Gagini

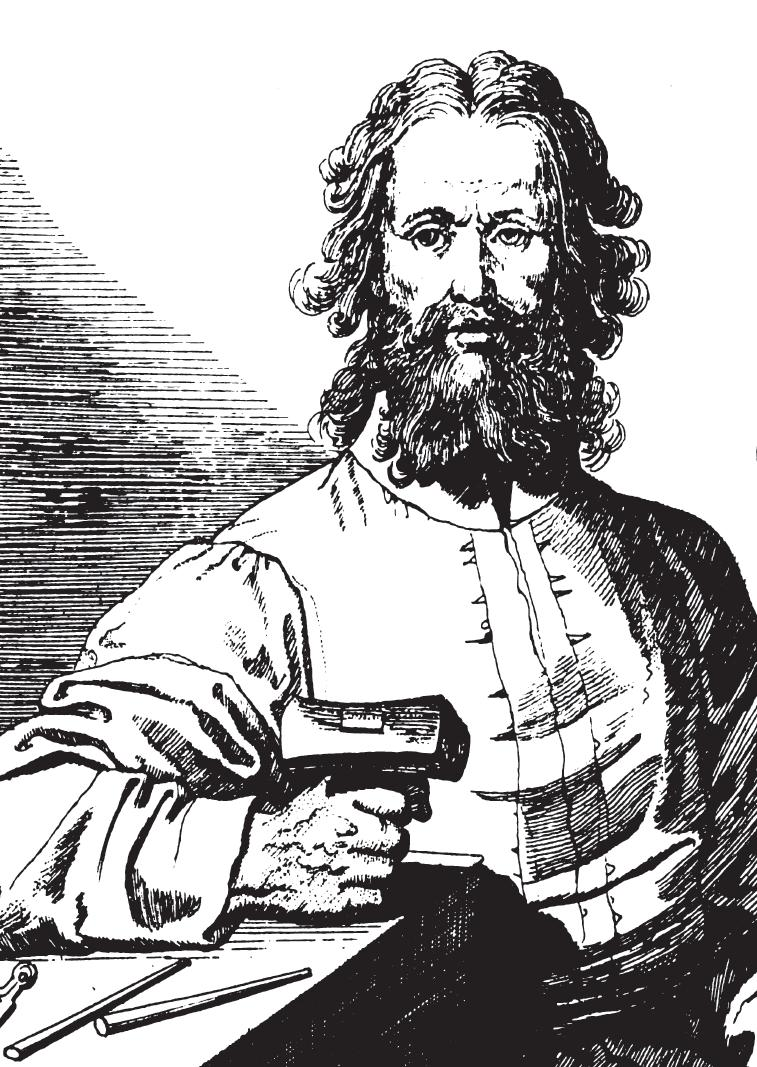
Antonello Gagini.

Antonello Gagini (1478-1536) fue un escultor siciliano, cuya familia (de origen suizo) llegó a Sicilia a mediados del siglo XV. Fue el responsable de algunas de las esculturas sacras más decorativas en la isla, especialmente en la región de Mesina. 
Estudió con su padre, el también escultor Domenico Gagini. Su obra es notable por el carácter descriptivo de las figuras religiosas, incluyendo "Anunciación", "Madonna con el niño", "Madonna de las nieves", y la "Aparición de la Cruz a Constantino", que pueden encontrarse en el Palazzo Abatellis en Palermo. También trabajó en la catedral de Palermo. 